# Erich Neumann (politiker)

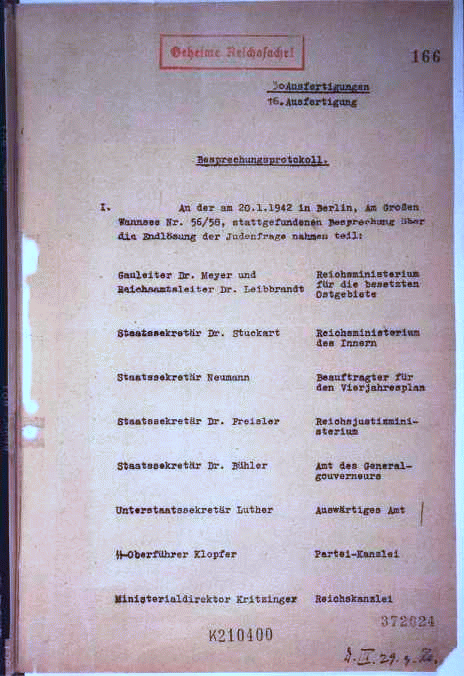
Erich Neumanns namn i Wannseekonferensens protokoll.

Erich Neumann, född 31 maj 1892 i Forst, död 23 mars 1951 i Garmisch-Partenkirchen, var en tysk nazistisk politiker.
Neumann deltog i Wannseekonferensen 1942. Han var född i en protestantisk familj i Forst i Niederlausitz. 

## Biografi
Efter grundskolan studerade Neumann juridik och ekonomi på universiteten i Freiburg, Leipzig och Halle. Han tjänstgjorde i första världskriget och nådde rangen löjtnant (Oberleutnant). Från 1920 arbetade han som statstjänsteman (Regierungsassessor), först i preussiska inrikesdepartementet, därefter i Essen. 
Han tjänstgjorde därefter som regeringsråd (Regierungsrat) i preussiska handelsdepartementet. Han blev förvaltningstjänsteman (Landrat) i Freystadt (Nedre Schlesien). Senare tjänstgjorde han som ministerassistentsekreterare (Ministerialrat), återigen i preussiska handelsdepartementet. I september 1932 blev han befordrad till permanent sekreterare (Ministerialdirektor) i preussiska statsdepartementet. 
I motsats till andra högre statstjänstemän anslöt sig Neumann till nazistpartiet sent, först i maj 1933, fyra månader efter Hitlers utnämning till Tysklands rikskansler. Han blev medlem i SS 1934 med graden major (Sturmbannführer). 1936 blev han utnämnd till direktör för den utländska valutaavdelningen vid Byrån för fyraårsplaner. 1938 blev Neumann befordrad till statssekreterare och deltog den 12 november 1938 i Görings konferens om "ariseringen" av den tyska ekonomin.
Neumann representerade olika ministerier såsom ekonomi, arbete, finans, mat, transport, utrustning och ammunition vid 1942 års Wannseekonferens. 
Han blev internerad och förhörd av de allierade vid krigsslutet 1945, men släpptes på grund av dålig hälsa och dog kort därefter.

## Populärkultur
I filmen Konspirationen från 2001 porträtteras Erich Neumann av Jonathan Coy.